# 모빙
모빙(Mobbing)은 사회학적 용어의 하나로, 어떤 맥락에서든 집단 따돌림을 의미하거나 특히 직장 내 괴롭힘, 특히 개인이 아닌 집단에 의해 저지르는 괴롭힘을 의미한다.

## 심리적, 건강적 영향
직장 내 모빙(괴롭힘)의 피해자는 적응 장애, 신체 증상, 심적외상(예: 외상성 미진 (의학) 또는 갑작스런 선택적 함묵증), 외상 후 스트레스 장애(PTSD) 또는 주요 우울 장애로 고통받는 경우가 많다.
PTSD가 있는 모빙 표적의 경우, 레이만(Leymann)은 "정신적 영향이 전쟁이나 포로수용소 경험으로 인한 PTSD와 완전히 유사했다"고 지적한다. 일부 환자에서는 알코올 중독이나 기타 약물 남용 장애가 발생할 수 있다. 가족 관계는 일상적으로 어려움을 겪으며 피해자는 때때로 거리에서 낯선 사람에게 공격적인 행동을 보인다. 직장 대상자 및 목격자에게는 일반적으로 편집증 증상을 동반하는 짧은 정신병적 에피소드(직업 정신병 참조)가 나타날 수도 있다. 레이만은 스웨덴 자살의 15%가 직장 내 모빙에 직접적으로 기인할 수 있다고 추정했다.

## 같이 보기
- 사이버 폭력
- 산업심리학
- 린치
- 중우정치
- 희생양
- 허위 신고
- 스토킹
- 피해자 비난